# ۶۴۹ (خورشیدی)
۶۴۹ ششصد و چهل و نهمین سال هجری خورشیدی است.